# NoNoNo
〈NoNoNo〉(노노노)는 대한민국의 음악그룹 에이핑크의 노래이다. 한국에서는 3번째 미니앨범 《Secret Garden》의 타이틀 곡으로 2013년 7월 5일에 발매되었으며, 일본에서는 일본 데뷔 싱글로 2014년 10월 22일에 발매됐다.

## 개요
일본 싱글
- 초회생산한정반A, 초회생산한정반B, 통상반의 3개의 형태로 발매됐다.
- 초회생산한정반(멤버별 픽처라벨 포함)에서 트레이딩 카드가 들어있으며 통상반에는 초회 출판물에서만 들어있다.
- 초회생산한정반A에는 특전으로 스페셜 거울이 동봉되어있다.

## 싱글 수록곡
CD
1. NoNoNo (Japanese ver.)
  - 작사: PA-NON(일본어 개사), 신사동 호랭이, KUPA, 작곡: 신사동 호랭이, KUPA, 편곡: 신사동 호랭이
2. MY MY (Japanese ver.)
  - 작사: MEG.ME(일본어 개사), 라도, 신사동 호랭이, 작곡: 라도, 신사동 호랭이
3. NoNoNo (Inst.)
4. MY MY (Inst.)

DVD(초회생산한정반A에만)
1. 〈NoNoNo (Japanese ver.) (Dance feature ver.)〉 뮤직비디오

DVD(초회생산한정반B에만)
1. 〈NoNoNo (Japanese ver.)〉 뮤직비디오
2. 〈NoNoNo (Japanese ver.)〉 메이킹 영상

## 발매일
| 국가 | 일정             | 포맷                | 레이블                |
| ---- | ---------------- | ------------------- | --------------------- |
| 한국 | 2013년 7월 5일   | CD, 디지털 다운로드 | 플랜에이 엔터테인먼트 |
| 일본 | 2014년 10월 22일 | CD, 디지털 다운로드 | 유니버설 뮤직 재팬    |